# دوبروفاتس
دوبروفاتس هي قرية تقع في إقليم ياش في رومانيا وبلغ عدد سكانها 2,624 نسمة في عام 2002م.